# كنان إميرزالي أوغلو
كنان إميرزالي أوغلو (بالتركية: Kenan İmirzalıoğlu) (مواليد 18 يونيو 1974) هو ممثل تركي وعارض أزياء سابق. وهو واحد من أبرز الممثلين الأتراك، حيث بدأ مسيرته الفنية سنة 1998، وشارك في العديد من الأفلام والمسلسلات التلفزيونية، اشتهر من خلال دوره في مسلسل إيزل، كما لعب دور البطولة في فيلم فخ التنين للمخرج أوجور يوسيل.

## حياته المبكرة
وُلِد كنان في 18 يونيو 1974 في قرية أوتشم التابعة لمنطقة بالا في أنقرة. يعود نسب عائلته إلى قبيلة طابانلي من أتراك بوز أولوس الذين كانوا جزءًا من دولة آق قويونلو. هاجرت عائلته من منطقة خراسان في أرضروم بسبب ثورات الجلاليين في أواخر القرن السابع عشر، واستقرت في منطقة بالا، حيث ساهمت في تأسيس منطقة بالا وقرية أوتشم. استقبل جده مصطفى كمال أتاتورك في بالا يوم 27 ديسمبر 1919 خلال زيارته الأولى إلى أنقرة، واستضافه في منزله. كان إبراهيم إميرزالي أوغلو، النائب السابق عن أنقرة، عمًّا لكنان إميرزالي أوغلو.
عاش كنان إميرزالي أوغلو في قرية أوتشم حتى بلغ الثانية عشرة من عمره، ثم انتقل للعيش في منزل عمته التي كانت تعيش في أنقرة، وهناك أكمل دراسته الإعدادية والثانوية. بعدها التحق بجامعة يلدز التقنية لدراسة الرياضيات.

## مسيرته المهنية
بدأ كنان إميرزالي أوغلو العمل في مجال عروض الأزياء خلال سنوات دراسته الجامعية. في عام 1997، شارك في مسابقة أفضل عارض أزياء في تركيا وفاز بالمركز الأول، ثم شارك في نفس العام في مسابقة أفضل عارض أزياء في العالم وفاز بها أيضًا. لفت انتباه المنتج وكاتب السيناريو عثمان سيناف، الذي منحه أول دور تمثيلي له في مسلسل القلب المجنون بدور البطولة، وهو المسلسل الذي جعله معروفًا على نطاق واسع في تركيا. وفي عام 2001، أعاد تجسيد نفس الدور في فيلم القلب المجنون: جحيم البوميرانغ، الذي كان تكملة للمسلسل.
بين عامي 2003 و2005، شارك في البطولة إلى جانب أوجور يوسيل في المسلسل البوليسي الشفق الذي عُرض على قناة شو تيفي. ثم لعب دور جوهَر، الجندي الذي لم يتمكن من تجاوز الصدمات التي مر بها خلال خدمته العسكرية، في فيلم وجه أو كتابة عام 2004، الذي كتبه وأخرجه أوجور يوسيل. وقد فاز بجائزة أفضل ممثل في العديد من المهرجانات المرموقة عن هذا الفيلم.
في الفترة ما بين 2005 و2007، لعب دور محمد كوشوفالي في مسلسل الدراما دموع الورد، الذي أُنتج أيضًا من قبل عثمان سيناف وعُرض على شو تيفي. ثم جسّد شخصية علي في فيلم العثماني الأخير (2007)، الذي كان مقتبسًا من قصة مصورة. وفي العام نفسه، شارك في بطولة فيلم لأجل الحب والشرف إلى جانب شينر شين وآصلي تاندوغان، حيث أدى دور الشرير لأول مرة.
في عام 2009، لعب دور جلال العقرب في فيلم فخ التنين، الذي أخرجه أوجور يوسيل. واكتسب شهرة واسعة في تركيا من خلال دوره في المسلسل الشهير إيزل، الذي عُرض بين عامي 2009 و2011. ثم قام ببطولة فيلم قصة طويلة (2012)، الذي أخرجه عثمان سيناف.
وفي عام 2012، تصدر اسمه العناوين بعدما تم الإعلان عن توقيعه عقدًا مع شركة أي يابيم مقابل 4 ملايين دولار، ليكون بذلك الممثل الأعلى أجرًا في الدراما التركية في ذلك الوقت. وقد أدى دور البطولة في مسلسل القبضاي الذي لاقى نجاحًا كبيرًا.
في عام 2017، لعب دور البطولة في فيلم جنغوز الحاذق إلى جانب مريم أوزرلي، وهو فيلم مقتبس من رواية للكاتب بيامي صفا. وفي عام 2018، جسّد شخصية السلطان محمد الفاتح في المسلسل التاريخي محمد: الفاتح، الذي بُثّ على قناة كنال دي، لكنه أُلغي بعد عرض الحلقة السادسة.
من 5 أكتوبر 2019 وحتى أغسطس 2024، قدّم برنامج المسابقات الشهير من سيربح المليون؟ على قناة آي تيفي.

## حياته الشخصية
تزوج كنان منذ عام 2016 من الممثلة التركية سينم كوبال، ولديهما ابنة اسمها لالين.

## أعماله

### المسلسلات
- قلب شجاع (يوسف ميروغلي) (1999)
- الشفق (فريد كاجليان) (2002)
- دموع الورد (عمار كوسوفي) (2005-2007)
- إيزل (إيزل بيرقدار) (2009-2011)
- القبضاي (ماهر كارا) (2015-2012)
- مسلسل السلطان محمد الفاتح (Mehmed Bir Cihan Fatihi) بدأ في عام 2018
- ألف (كمال) (2020)

### الأفلام
- القلب المجنون: يرتد الجحيم (يوسف ميروأغلي) (2002)
- قرعة (2004)
- العثماني الأخير (2006)
- القبضاي (من أجل الحب والشرف) (2007)
- فخ التنين (Akrep Celal) (2009)
- قصة طويلة (2012)
- جينكوز عودة الاسطورة (2017)

## وصلات خارجية
- لا بيانات لهذه المقالة على ويكي بيانات تخص الفن